# آنه الوباک
آنه الوباک (انگلیسی: Anne Elvebakk؛ زادهٔ ۱۰ مهٔ ۱۹۶۶) ورزشکار دوگانه اهل نروژ است.